# Абондьо, Жозетт
Жозетт Деклерк Абондьо (фр. Josette Desclercs Abondio; род. 18 июля 1949, Французская Западная Африка) — ивуарийский педагог, прозаик и драматург, государственный служащий. Бывший президент Ассоциации писателей Кот-д’Ивуара (AECI) (1997—2000).

## Биография
Родилась 18 июля 1949 года на территории современного Кот-д’Ивуара, входившего в то время в состав Французской Западной Африки. Детство писательницы прошло в сельской местности. В 1973 году получила сертификат преподавателя французского языка и литературы. В 1973—1978 годах преподавала французский язык и литературу в Классическом лицее Абиджана. В 1978 году поступила на службу в Департамент исследований и образовательной анимации Министерства национального образования. В 1979—1991 годах работала в Министерстве технического и профессионального образования, где отвечала за подготовку инструкторов и разработку программ. В 1991—1993 годах работала в Африканском банке развития в рамках Национальной программы действий по защите окружающей среды и Региональной программы обучения и развития. В 1992—1993 годах была президентом Федерации каратэ Кот-д’Ивуара.
Первый роман Абондьо «Куасси Коко… моя мама» был издан в 1993 году и имел успех. С того времени началась её писательская карьера. В июле 1997 года она была избрана президентом Ассоциации писателей Кот-д’Ивуара и занимала эту должность до марта 2000 года. При ней в 1999 году Ассоциация приобрела землю для строительства Дома писателей. В 2004 году работала директором книжного магазина «Образ жизни» и редактором журнала «Духовный писатель» (Scrib Spiritualité).

## Сочинения
- «Куасси Коко… моя мать» (англ. Kouassi Koko…ma mère, 1993)[3]
- «Мечта Кими» (фр. Le rêve de Kimi, 1999)[3]
- «Сад Адалу» (фр. Le jardin d'Adalou, 2012)[3]
- «Царство сердца» (фр. Le royaume du coeur, 2013)[3]
- «Последний трюк друга паука» (фр. La dernière ruse de compère araignée, 2013)[3]
- «Пока она любит. Новеллы» (фр. Tant qu'elle aimeà: Nouvelles, 2015)[3]